# Dubrowa (sielsowiet Horanie)
Dubrowa (biał. Дуброва, ros. Дуброва) – wieś na Białorusi, w obwodzie mińskim, w rejonie mińskim, w sielsowiecie Horanie.